# Грб Тирингије
Грб Тирингије је званични грб немачке покрајине Тирингије. Као званични грб покрајине, усвојен је 1990. године.

## Опис грба
Грб је представљен крунисаним (златна круна) пропетим лавом који је обојен хоризонталним црвено-белим пругама и окружен са осам шестокраких звезда на азурно плавом пољу.
Године 1040. владари из династије Лудовингер из Горње Франконије су стекли власт над територијама северне Тирингије, која је до тада била део Саксонског војводства. Следеће генерације су прошириле територију над целом Тирингијом и северним Хесеном. Грб ове династије био је пропети лав ишаран црвено-белим пругама на азурном пољу. Данас осим Тирингије, сличан грб користи и немачка покрајина Хесен.
Савремена Тирингија је формирана 1920. године обједињавањем седам мањих покрајина. Инспирисани америчком заставом, грб тадашње Тирингије се састојао од седам сребрених шестокраких звезда на црвеном пољу.